# Plica palmare
Per plica palmare si intende una piega della pelle in corrispondenza delle mani. Generalmente sono tre, in corrispondenza dei movimenti dell'indice, del pollice e del movimento di chiusura del pugno.

## Patologie correlate
In alcune patologie genetiche le 3 pieghe possono ridursi ad una, come la Sindrome di Down.